# Zaduszki Jazzowe
Zaduszki Jazzowe – cykl koncertów jazzowych, organizowany w wielu miastach Polski w listopadzie w okresie zadusznym.
Najstarszym cyklem koncertów są Zaduszki Jazzowe w Krakowie, mające już swoją ponad półwieczną tradycję. W 1954 roku jazzmani po raz pierwszy spotkali się 1 listopada w sali gimnastycznej krakowskiej szkoły podstawowej przy ul. Królowej Jadwigi. Był to jedyny wolny dzień, kiedy mogli się spotkać i zagrać razem jam session. Pojawił się Tyrmand, który rozpoczął grając na fujarce Swanee River, potem grali Melomani, Komeda, Kurylewicz, Witold Sobociński i inni muzycy z Warszawy, Poznania i Śląska.
W następnych latach w okresie Zaduszek znani jazzmani z całej Polski przyjeżdżali do Krakowa i wspólnie grali, często w prywatnych mieszkaniach. Krzysztof Komeda, Jerzy Matuszkiewicz, Andrzej Trzaskowski, Jan Ptaszyn Wróblewski przyciągali wielu wielbicieli jazzu na jam session.
Od roku 1956 przygotowywaniem kolejnych Zaduszek zajmował się Jazz-Klub „Helikon”. Rozwinęły się one pod jego patronatem na większą skalę. Koncerty odbywały się m.in. w Filharmonii, a także w Piwnicy pod Baranami.
Długoletnią tradycję mają Zaduszki w Siedlcach (od 1957 r.), w Poznaniu (od 2002 r., zainicjowane przez o. Tomasza Nowaka), w Bydgoszczy (od 1961 r.), Sokołowie Podlaskim (od 1979), Wrocławiu, Ełku, w Opolu (od 1994 r.).
Pomorskie Zaduszki Jazzowe odbywają się od 1998 r. w wielu miejscach w Gdyni i Gdańsku z udziałem pomorskich muzyków jazzowych.
Mniejsze miejscowości też regularnie organizują Zaduszki jazzowe. W Węgorzewie odbywają się Zaduszki jazzowe z udziałem znanych muzyków polskiej sceny jazzu.
Zaduszki w wielu miastach przygotowuje zakon Dominikanów. W Warszawie odbywają się one w siedzibach zakonu przy ulicy Freta i na Służewie oraz w Krakowie, Lublinie i Rzeszowie.
Tradycja organizowania Zaduszek Jazzowych przeniosła się także za granice Polski. Od 2006 r. odbywają się Zaduszki Jazzowe w Toronto, podczas których grają znani polscy jazzmani. Zainicjowała je polsko-kanadyjska wokalistka i kompozytorka Ola Turkiewicz, która wystąpiła na nich obok gitarzysty Jarosława Śmietany. W koncercie wzięli również kanadyjscy jazzmani: Don Thompson, Neil Swainson, Reg Shwager, Terry Clarke.

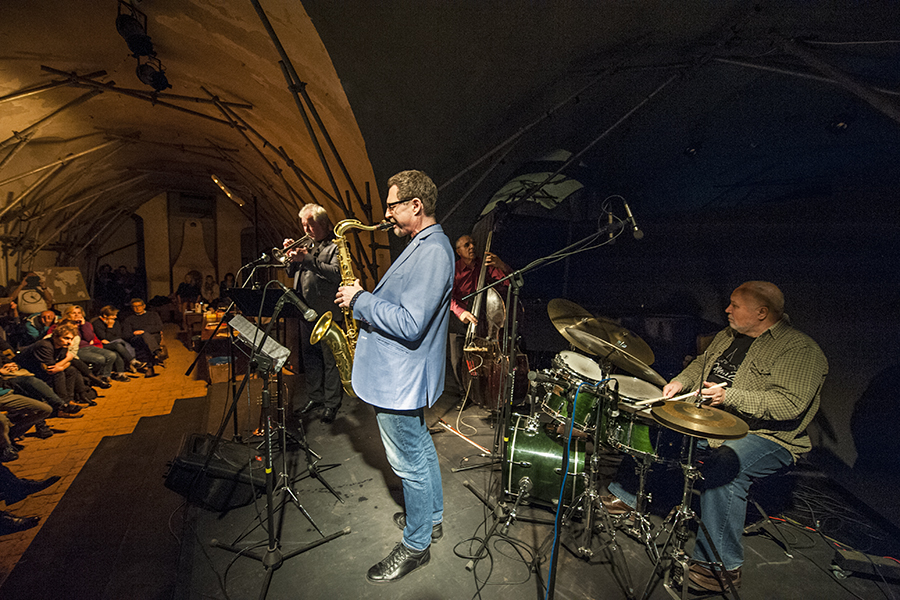
Zaduszki Jazzowe 7 listopada 2019 w piwnicach Kościoła Kamedułów na Bielanach w Warszawie